# Морской Глаз
Морской Глаз (мар. Мӱшылъер, досл.: «Озеро в яме») — исчезнувшее озеро в Волжском районе Республики Марий Эл (Россия). Было расположено около деревни Шарибоксад Сотнурского сельского поселения.
Озеро образовалось в результате карстового провала порядка 20 тыс. лет назад.
Озеро интересно своим местоположением на склоне горы, большой глубиной при небольших размерах и необычным зелёным цветом воды.

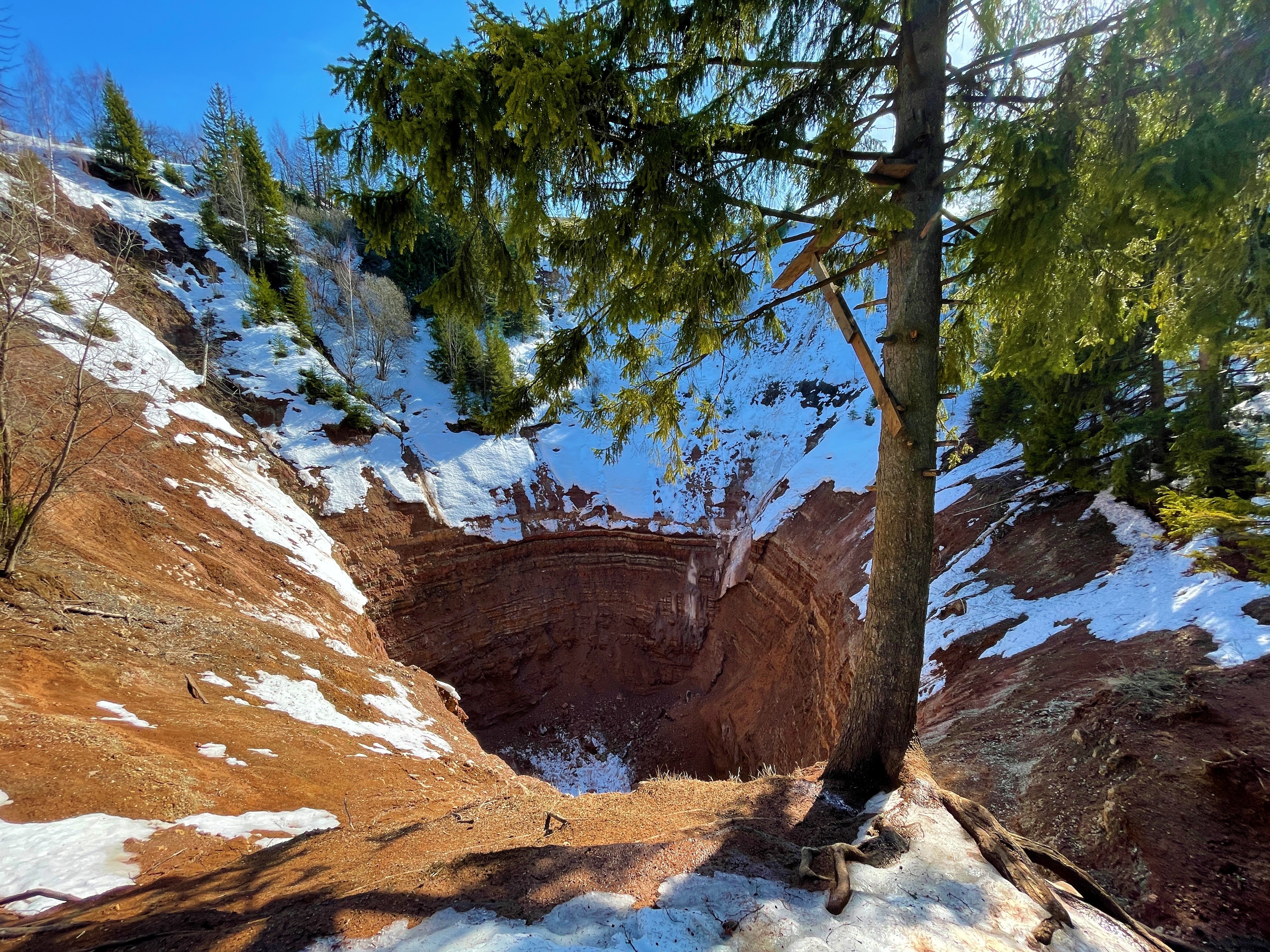
Исчезнувшее озеро Морской глаз. 2022 год

По происхождению озеро карстовое. Имеет связи с подземными пустотами, которые до сих пор не изучены.
В 2014 году уровень воды в озере Морской Глаз упал на 12 метров по сравнению с 2013 годом. К весне 2016 года уровень почти восстановился, но установился на один метр ниже. В 2022 году уровень воды в озере упал на 32 метра.
На данный момент озеро полностью обмелело.